# Balbir Singh
Balbir Singh Dosanjh (stariji) (19. listopada 1924., Haripur Khalsa, Punjab) je bivši bivši indijski hokejaš na travi. Svojim igrama je izborio mjesto u indijskoj reprezentaciji. Rodom je bio iz sikhske obitelji.
Osvojio je zlatno odličje igrajući za Indiju na hokejaškom turniru na Olimpijskim igrama 1948. u Londonu, Olimpijskim igrama 1952. u Helsinkiju i na hokejaškom turniru na Olimpijskim igrama 1956. u Melbourneu.
Bio je trenerom indijske reprezentacije koja je osvojila broncu na SP-u 1971. u Barceloni.
4 godine poslije je bio menedžerom indijskog izabranog sastava koji je postao prvakom na SP-u 1975. u Kuala Lumpuru.

## Rane godine
Vidjevši film o trijumfalnoj indijskoj reprezentaciji s OI 1936. u Berlinu, hokej na travi mu se zauvijek zarezao u um. Bio je duboko oduševljen žongliranje hokejaškom palicom koje je izvodio legendarni Dhyan Chand. Igrom slučaja, Balbir Singh je igrao na istoj poziciji kao i Chand: središnji napadač.
Harbail Singh je primijetio da je Balbir igrač koji obećava. U to vrijeme je Harbail Singh vodio hokejaški sastav koledža Khalsa. Harbail je ustrajao neka Balbir pređe iz lahoreskog sikhskog koledža u koledž Khalsu. Naposljetku je prešao 1942. godine. Onda je počeo s intenzivnim treniranjem i vježbama pod Harbailovim nadzorom. Kasnije je Harbail Singh vodio uspješnu indijsku reprezentaciju na OI u Helsinkiju i Melbourneu.
Khalsa College had great sporting atmosphere with four hockey pitches. 1942./43. je Balbir Singh izabran predstavljati Sveučilište Panjab koje je u to vrijeme pokrivalo koledže iz velike regije koja se sastojala od nepodijeljenog Pandžaba, Jammua i Kašmira, Sindha i Radžastana. Sveučilište Punjab je osvojilo sveindijske međusveučilišne naslove 3 godine uzastopce, 1943., 1944. i 1945.
Balbir je bio članom posljednjeg sastava jedinstvenog Pandžaba koji je osvojio indijski naslov 1946. i onog 1947., kojeg je predvodio kapetan poručnik Ali Dara. Balbir Singh je igrao na položaju središnjeg napadača. Nakon ove pobjede, priredilo im srdačni doček u Lahoreu. No, u međuvremenu su počeli nemiri zbog podjele Indije. 
Preselio je obitelj u Ludhianu, gdje je bio dobio mjesto u Pandžabskoj policiji.
Podjela je imala tešku posljedicu na pandžabski izabrani sastav, koji je podjelom Britanske Indije ostao podijeljen između dviju državâ: Indije i Pakistana.
Nakon podjele Indije 1947. su brojni igrači otišli u Pakistan. Ipak, i sad izabranom momčadi ostatka Pandžaba je Balbir Singh uspio postati indijskim prvakom 1949., 1950., 1951. i 1954. godine.

## 1948. – 1956.

### Londonske OI 1948.
Prvi put je na tim igrama izašao na teren u drugom susretu protiv Afganistana. Postigao je 6 pogodaka. Indija je pobijedila 9:1. Igrao je i u završnici protiv Uj. Kraljevstva, prvom susretu Indije i njenog dojučerašnjeg kolonijalnog gospodara. Balbir je postigao dva pogotka, a Indija je pobijedila 4:0. Ovo zlato je prvi veliki športski uspjeh neovisne Indije u međunarodnom športu.

### Helsinške OI 1952.
Balbir je bio dokapetanom indijskog sastava, a kapetan je bio K. D. Singh Babu. Balbir je također imao čast nositi indijsku zastavu na ceremoniji otvaranja Olimpijskih igara.
Na turniru je u poluzavršnici postigao hat-trick protiv Britanaca, koje je Indija pobijedila s 3:1. I u završnici je postigao hat-trick u utakmici protiv Nizozemske, postigavši 5 pogodaka, a susret je završio 6:1 za Indiju. Ukupno je postigao 9 pogodaka na olimpijskom turniru.

### Melbournske OI 1956.
Balbir Singh je na ovim igrama bio kapetanom indijskog predstaavništva. U prvom susretu protiv Afganistanaca je postigao 5 pogodaka, no onda se ozlijedio. Randhir Singh Gentle je bio kapetanom u preostalim susretima u skupini, jer je Singh morao mirovati toliko vremena koliko su trajala natjecanja u skupini. Zaigrao je u poluzavršnici i završnici. Indija je u završnici pobijedila Pakistan 1:0.

## Poslije 1956.
1957. je bio prvi športaš koji je dobio nagradu Padma Shri.
Kasnije je još nastupio za Indiju na hokejaškim turnirima na Azijskim igrama 1958. i Azijskim igrama 1962. Na oba turnira je osvojio srebrno odličje.
1971. je bio trenerom indijskog sastava na Svjetskom kupu, osvojivši broncu.  Na Svjetskom kupu 1975. je bio menedžerom indijskog sastava. Indija je osvojila zlato.

## Nagrade i priznanja
Balbir Singh je bio prvim športašem koji je dobio počast biti nagrađen nagradom Padma Shri. To je bilo 1957. godine.
1982. je dobio počast zapaliti Svetu vatru Azijskih igara koje su se te godine održavale u New Delhiju.
2006. je proglašen najboljim sikhskim hokejašem na travi svih vremena.
Na jednoj anketi sprovedenoj 1982. ga se proglasilo igračem stoljeća.

## Istoimenjaci
Na hokejaškom turniru na OI 1968. su nastupila još trojica indijskih reprezentativaca koja su nosila ime Balbir Singh: Balbir Singh I koji se rodio 8. kolovoza 1942., Balbir Singh II koji se rodio 5. travnja 1945. i Balbir Singh III koji se rodio 21. rujna 1945. godine. Radi razlikovanja, ovog Balbira Singha se često u športskim almanasima naziva Balbir Singh stariji (eng. Balbir Singh Senior).

## Vanjske poveznice
- (engl.) detailed profile  Arhivirana inačica izvorne stranice od 11. svibnja 2010. (Wayback Machine)
- (engl.) Profil na DatabaseOlympics
- (engl.) Autobiography: The Golden Hat Trick